# Канерштейн Михайло Маркович
Канерште́йн Миха́йло Ма́ркович (26 липня (8 серпня) 1902 , Київ  — 8 лютого 1987 , Київ ) — український радянський диригент та музичний педагог.

## Біографія
Михайло Канерштейн народився 1902 року в Києві.
У 1915—1919 роках працював у оркестрі театру Миколи Садовського. У 1924 році закінчив Київський музично-драматичний інститут імені М. В. Лисенка за класом скрипки у Наума Скоморовського, а у 1925 — за класом симфонічного диригування у Миколи Малька. З 1919 року ще студентом грав на скрипці у оркестрі Київського театру опери та балету, в 1924—1929 був там концертмейстером групи альтів.
У літні сезони 1926—1929 років диригував симфонічним оркестром на курорті Соснівка (нині район Черкас). В 1929—1930 — диригент Державної української пересувної опери.
З 1927 року (з перервами) викладав у Київській концерваторії.
В 1930—1935 роках Михайло Канерштейн очолював новостворений симфонічний оркестр Київського обласного радіокомітету, в 1935—1937 після перенесення столиці УСРР з Харкова до Києва працював диригентом симфонічного оркестру Українського радіо, а в 1937—1941 очолював цей колектив.
У сезоні 1938/1939 років Михайло Канерштейн був головним диригентом Одеської філармонії.
У роки війни 1941—1945 був евакуйований до Свердловська (нині Єкатеринбург), де в 1941—1943 викладав у консерваторії. У 1943 — доцент факультету військових диригентів Московської консерваторії.
У 1944—1949 — диригент симфонічного оркестру Київської філармонії.
У 1944 році повернувся до викладання у Київській консерваторії, зокрема отримав вчене звання професора у 1973 році, а в 1980-х очолив новостворене відділення оперно-симфонічного диригування.
Помер у 1987 році у Києві.
Син — Канерштейн Олександр Михайлович (1933—2006), радянський і український композитор, музичний педагог і піаніст.

## Творчий доробок
Пропагував музику Левка Ревуцького, Бориса Лятошинського, Рейнгольда Глієра, Михайла Вериківського, Михайла Скорульського, Андрія Штогаренка (зокрема, підготував і провів 23 його авторські концерти), Георгія Майбороди.
Виступав разом зі скрипалем Давидом Ойстрахом, віолончелістом Мстиславом Ростроповичем, піаністами Емілем Гілельсом, Леопольдом Мюнцером, співаками Зоєю Гайдай, Борисом Гмирею, Михайлом Роменським та іншими.
Михайло Канерштейн здійснив прем'єрні виконання Симфонії № 2 Левка Ревуцького, «Слов'янського концерту для фортепіано з оркестром» Бориса Лятошинського, симфонічної поеми «Петро Конашевич-Сагайдачний» Михайла Вериківського, «Степової поеми» Михайла Скорульського, симфонічної поеми «Лілея» Георгія Майбороди.
Виступав із симфонічними оркестрами Києва та інших міст України, оркестрами Москви, Санкт-Петербурга, Тбілісі, Єревана, Баку, Кишинева, Воронежа, Ростова-на-Дону.
Автор книжок і статей з теорії і техніки диригування, зокрема підручника «Вопросы дирижирования» (Москва, 1965; Київ, 1972). Його учнями були Олексій Гуляницький, Едуард Сєров, Володимир Кожухар, Євген Дущенко, Аллін Власенко, Роман Кофман, Лариса Бухонська, Фелікс Комлєв, Михайло Сєчкін, Костянтин Єременко.